# Fort Sint-Jan (Zuiddorpe)
Het Fort Sint-Jan is een onderdeel van de Staats-Spaanse Linies. Het bevindt zich enkele honderden meter ten westen van Zuiddorpe, en vormt tegenwoordig de buurtschap De Ratte.
Dit fort werd in 1634 door de Spanjaarden gesticht en opgenomen in de Linie van Communicatie tussen Hulst en Sas van Gent, die zich bevond ten zuiden van het Axelse Gat. De linie omvatte een reeks forten die vooral voor verkenningsdoeleinden dienden en om de invallen tegen te gaan die vanuit het Land van Axel op de Spaanse gebieden werden uitgevoerd. In 1644 en 1645 echter werden Sas van Gent respectievelijk Hulst weer door de Staatsen veroverd, en aldus kwam ook het fort weer in Staatse handen. Toen in 1664 de definitieve grens werd vastgesteld, verdween de functie van de forten.
Tegenwoordig is in het landschap nog te zien waar het fort gelegen heeft, daar waar de Eversdam, de Canisvlietweg, de Buitenpolderweg en de Sint-Janstraat elkaar kruisen. Daar ligt nog een vierkant omgracht gebiedje waarop nu een boerderij staat.

## Externe bron
- Video[dode link]